# Kriens
Kriens es una ciudad y comuna suiza del cantón de Lucerna, situada en el distrito de Lucerna. Limita al noroeste con la comuna de Malters, al norte y noreste con Lucerna, al sureste con Horw, al sur con Hergiswil (NW), y al oeste con Schwarzenberg.

## Ciudades hermanadas
- San Damiano d'Asti.